# Pararge postaurinensis
Pararge postaurinensis är en fjärilsart som beskrevs av Ruggero Verity 1953. Pararge postaurinensis ingår i släktet Pararge och familjen praktfjärilar. Inga underarter finns listade i Catalogue of Life.